# Vicente Merino Bielich
Vicente Merino Bielich (Santiago del Cile, 1º gennaio 1889 – Santiago del Cile, 30 gennaio 1977) è stato un politico cileno, vicepresidente del Cile nel 1946 e comandante in capo della Marina Militare del Cile dal 1944 al 1947.

## Biografia
Fu vicepresidente supplente del Cile per dieci giorni dal 3 agosto al 13 agosto 1946, durante un intervallo nel governo del vicepresidente Alfredo Duhalde Vásquez. Inoltre fu capo della stazione navale di Talcahuano, capo della missione navale negli Stati Uniti, direttore generale e comandante in capo della marina, 1944. Ebbe il grado di ammiraglio e fu ministro degli interni nel 1946.